# Vignoble de Picardie

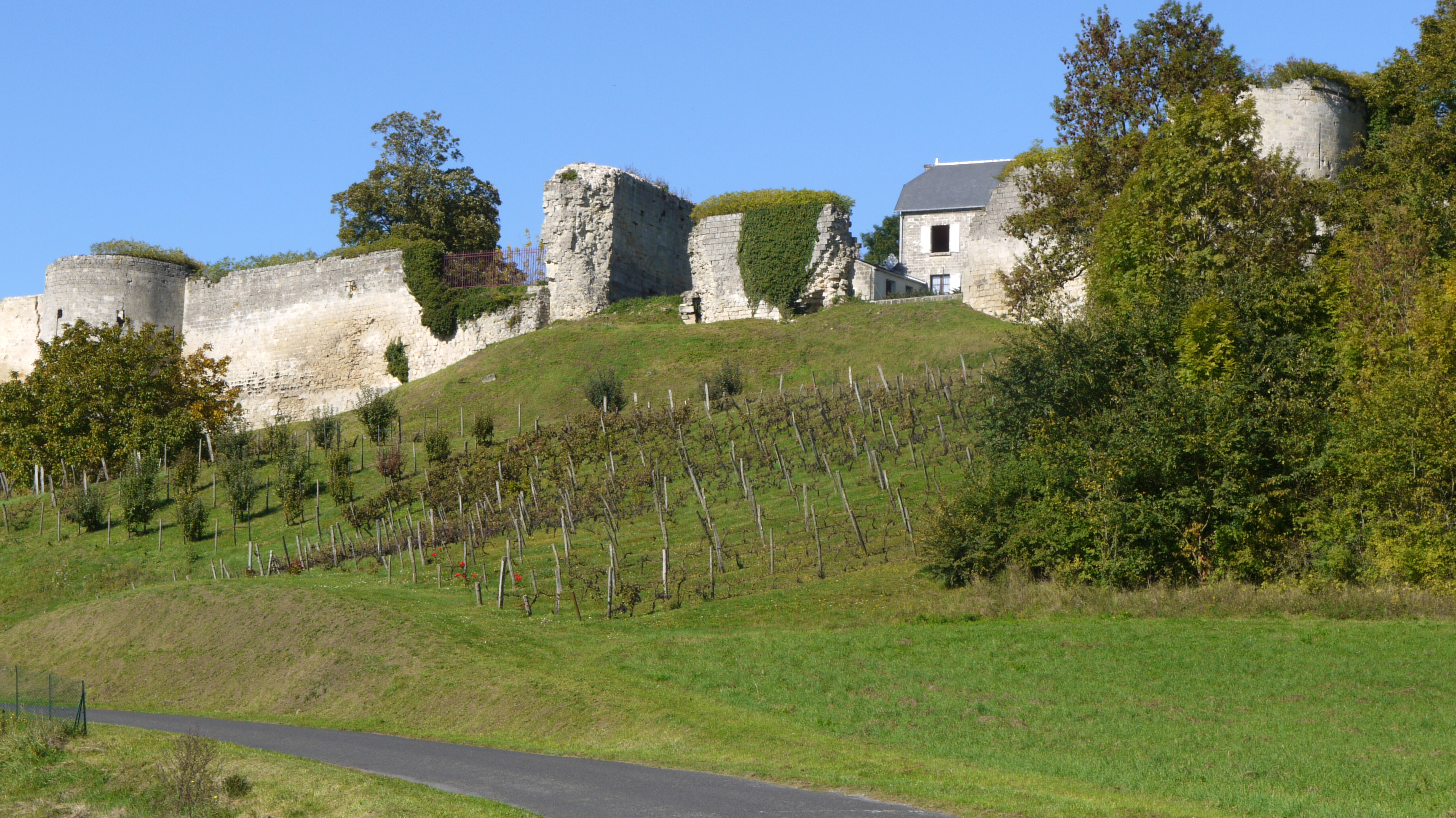
Vigne aux pieds du château de Coucy-le-Château.

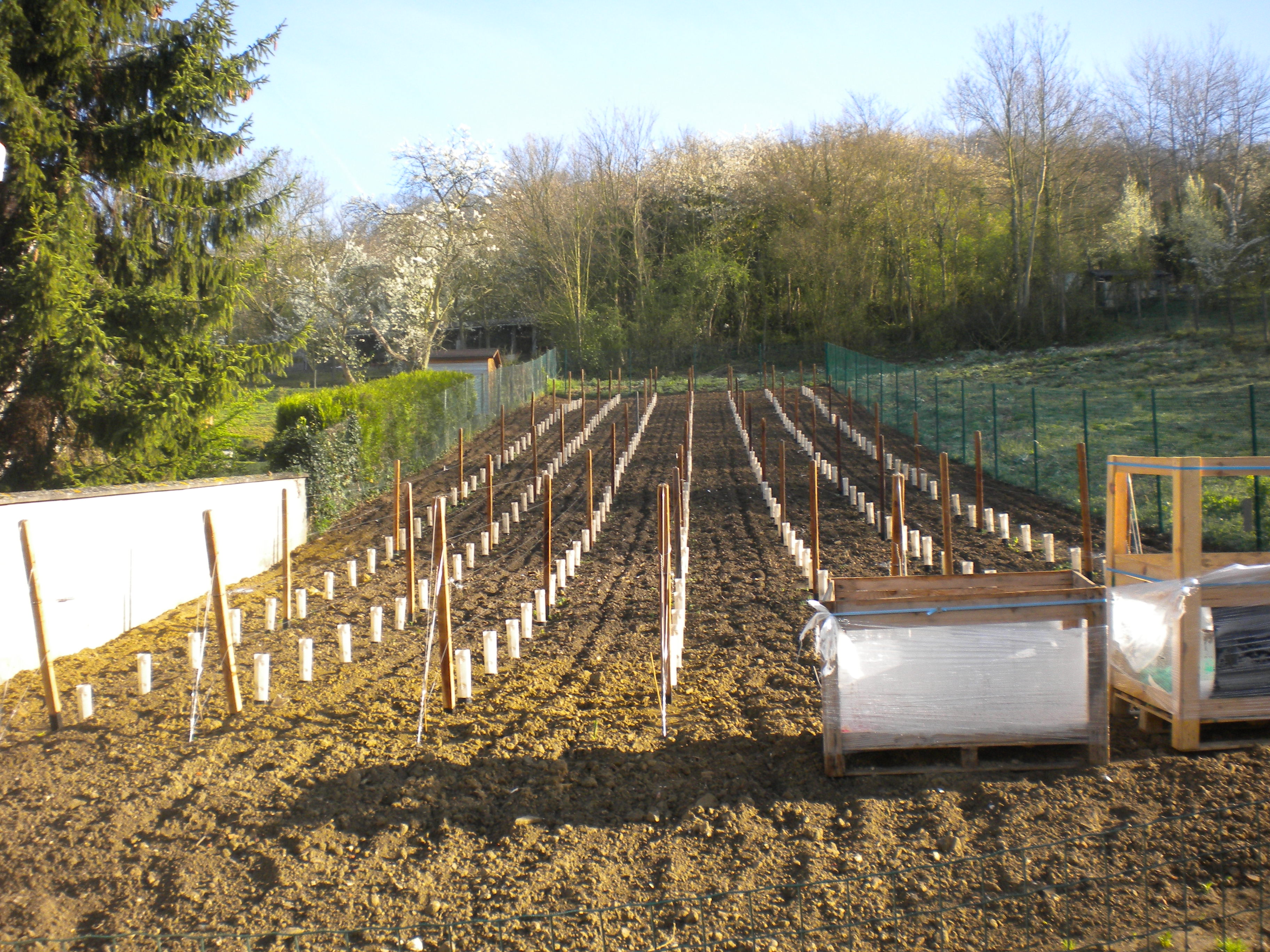
Vigne associative à Clairoix (Oise).

Le vignoble de Picardie a été florissant du Moyen Âge jusqu'au milieu du XIXe siècle, après une quasi-disparition au XXe siècle, il se développe à nouveau au début du XXIe siècle.

## Situation géographique
La Picardie, ancienne région administrative du nord de la France, regroupe trois départements : l'Aisne, l'Oise et la Somme. Depuis 2016 elle est associée à l'ancienne région Nord-Pas-de-Calais pour former la région Hauts-de-France.

## Histoire

### Antiquité
Si l'archéologie a révélé une consommation de vin dès l'époque gallo-romaine en Picardie, notamment avec la découverte de « puits à amphores », elle n'a pas encore permis, de mettre au jour des vestiges démontrant que la culture de la vigne était présente dans la région durant l'Antiquité.

### Moyen Âge

#### Haut Moyen Âge, premières traces de la culture de la vigne
La culture de la vigne est attestée, en Picardie, depuis le Haut Moyen Âge : on la trouve citée en 662 dans la charte de fondation de l'abbaye de Corbie. Le vin étant nécessaire au culte c'est l'église catholique, par les monastères notamment, qui s'est faite propagatrice et propagandiste du vin dans les régions septentrionales. Car les moines, ayant du mal à importer le vin nécessaire aux célébrations, se lancèrent dans sa production : « Ils ne dédaignaient pas non plus le précieux produit de la vigne qui représentait de beaux revenus temporels.». La vie monastique à l’époque était loin d’être austère, il fallut même un concile à Trosly-Loire (Aisne) en 909 pour remédier au « dérèglement des mœurs des moines ». Au Xe siècle, le vignoble des environs de Corbie semble avoir été important[réf. à confirmer].

#### Moyen Âge central, apogée du vignoble picard

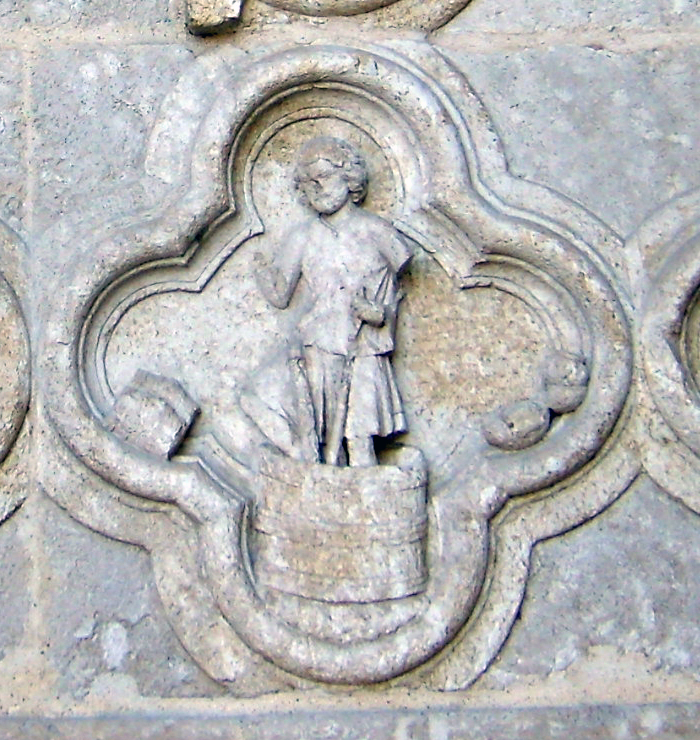
Foulage du raisin (bas-relief de la cathédrale Notre-Dame d'Amiens).

Tout au long du Moyen Âge, la culture de la vigne a été largement répandue dans l’Oise. La vigne constituait l'une des composantes du paysage agricole clermontois. Au XIIIe siècle, sous le règne de Philippe Auguste, le vin de Clermont était l’un des plus appréciés parmi les vins du nord de la Loire. La toponymie en témoigne : le lieu-dit « Le Vignoble » est situé  sur la pente est/sud-est du promontoire sur lequel s’est développé la ville de Clermont. L’origine de la culture de la vigne dans ce secteur remonte, semble-t-il, au XIIIe siècle, sous l'épiscopat de Philippe de Dreux, évêque de Beauvais. Un bas-relief de la cathédrale d'Amiens, représente le foulage du raisin au XIIIe siècle également.
Des communautés religieuses de la région possédaient des vignes : le prieuré de Saint Leu d’Esserent, le prieuré de Wariville, les abbayes de Ressons, de Froidmont et de Lannoy, mais aussi le couvent des Trinitaires de Clermont, ainsi que l’église Saint Samson. La toponymie en a gardé la trace comme le lieu-dit « le Clos Saint Samson ». L'un des crus les plus appréciés était celui du « Clos Merlier ». Plusieurs vignes possédées par les Trinitaires furent vendues comme biens nationaux en 1791.
On peut citer parmi les cépages les plus cultivées : le Blanc Meunier, le Blanc doux, le Blanc mielleux, le Franc rouge et le Dammartin. Le Blanc Meunier semble avoir été le cépage le plus répandu dans le vignoble clermontois. Il donnait un vin rouge de bonne réputation, qui se caractérise par une vigne dont la feuille est d’un blanc velouté.

#### Bas Moyen Âge, la fin de l'âge d'or
Le vignoble picard a atteint son maximum d'extension vers la fin du XVe siècle. En 1433, la campagne proche d'Amiens comptait 112 hectares de vignes réparties entre une centaine de familles de vignerons regroupés en corporation en 1468.
On peut toujours voir des représentations de vendangeurs sur la façade de Hôtel de ville de Saint Quentin (début XVIe siècle). L'hôtel de ville de Noyon, construit de 1485 à 1523, présente, dans ses frises et encadrements de fenêtres, de très nombreuses sculptures de grappes de raisin. La vigne était alors souvent cultivée sur échalas ou en hautains. Selon certains à l'époque, le vin picard « donne la colique et fait danser les chèvres », car il était parfois aigrelet et souvent pétillant. Sa qualité varie selon les lieux de production et dépendait davantage des micro-climats locaux que du climat de la région en général, celui de la vallée de l'Oise et celui de la vallée du Thérain étaient plus appréciés que ceux de la Somme. Il n'y a d'ailleurs aucune raison de penser que la production d'un vin de qualité est impossible en Picardie alors qu’on trouve normal d’en demander à la Champagne voisine. Au Moyen Âge, c'est même le terroir mieux adapté à la vigne qui aurait fait choisir Noyon comme siège épiscopal plutôt que Saint-Quentin. Les cépages locaux jusqu'au XIXe siècle s'appelaient gouet, noir-franc, moussy, cocquart, maillé, blanc-vert fruleux, puis gamay, pinot noir et meunier et toujours blanc-vert fruleux et enfin des HPD : baco, seyval, seibel, hybrides de plants américains de première génération après l'arrivée du phylloxera.

### Époque moderne, déclin de la culture de la vigne

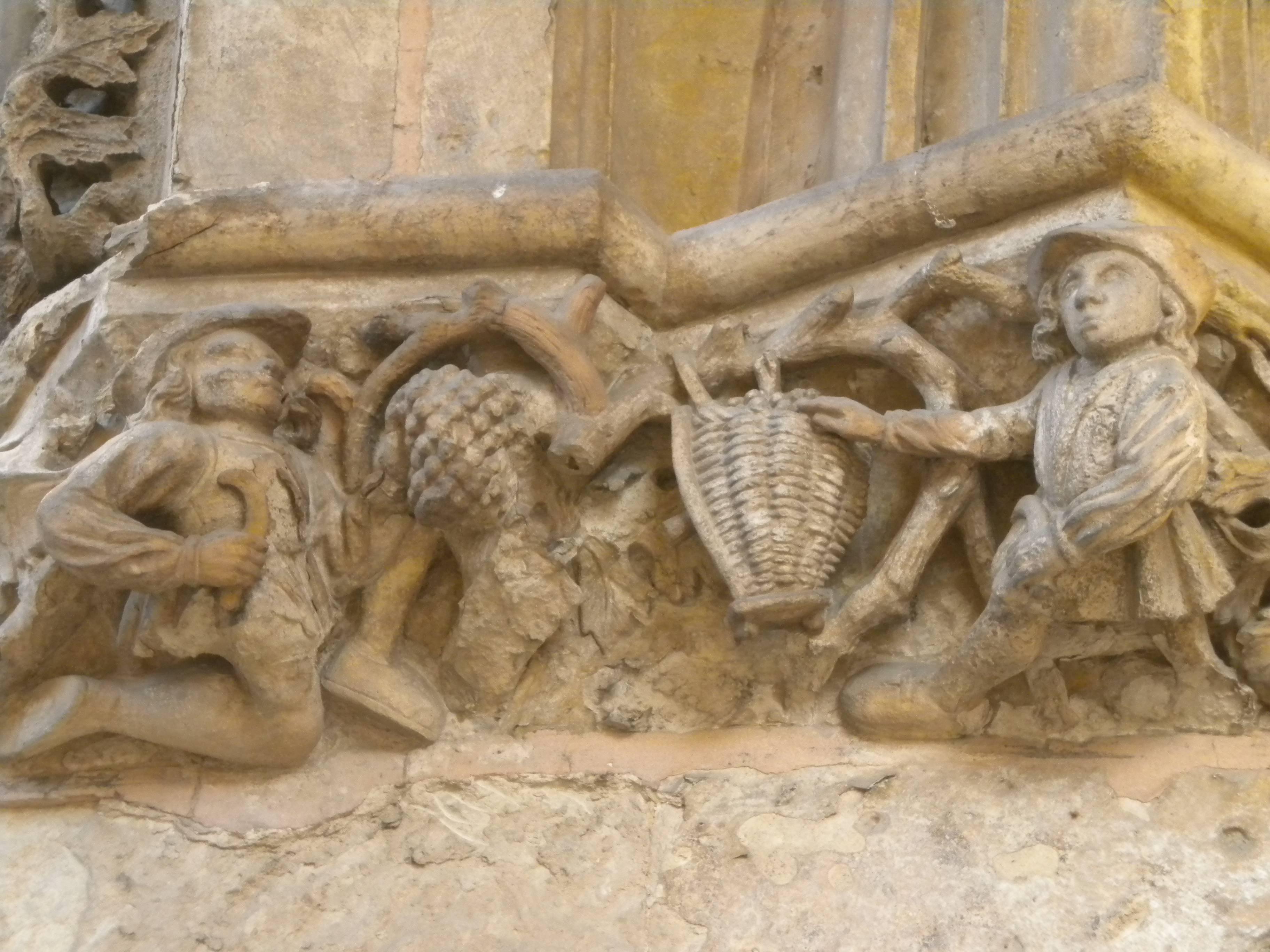
Vendangeurs picards, façade de l'hôtel de ville de Saint-Quentin.

Le déclin du vignoble de Clermont se matérialise surtout entre la fin de l’Ancien Régime et les années 1840/1850. Ainsi, en 1789, le vignoble occupait encore 162 hectares, alors qu’en 1836, il ne restait que 55 hectares, avant de disparaître dans les années 1860.
Les jugements sur la qualité des vins du Clermontois semblent variés. Le préfet Cambry, au tout début du XIXe siècle, disait « à Clermont, l’on y fait du mauvais vin », alors que quelques années plus tôt, le célèbre botanique Louis Graves affirmait que « le meilleur vin est celui de Clermont  ». Et selon certains auteurs, le roi Henri IV était un grand amateur des vins du Clermontois, en particulier la Côte Rôtie de Clermont qu’il avait goûté lors d’un séjour au château de Bulles.
C'est la facilité des transports qui fit reculer progressivement la culture de la vigne en Picardie entre la fin de la Guerre de Cent Ans et le développement des chemins de fer permettant l'approvisionnement en vins du midi, moins chers et de qualité plus constante.

### Époque contemporaine, du déclin au renouveau
Vers 1850, sur le territoire de la commune de Noyon, 124 vignerons cultivaient encore 62,02 ha et on comptait 26 tonneliers et 5 marchands de vin. Dans l'Aisne, on comptait 3 606 ha de vignes dans l'arrondissement de Laon en 1824 alors qu'en 1905 il n'en restait que 1 120 ha qui furent, pour la plus grande part, détruites pendant la Grande Guerre. Le coup de grâce fut donné comme partout en Europe par le phylloxera à la fin du XIXe siècle et la production viticole française se réorganisa ensuite, dans l'Entre-deux-guerres, en excluant la Picardie à l'exception de 39 communes classées en AOC Champagne dans le sud du département de l'Aisne.

#### Un déclin inexorable jusqu'à la fin duXXesiècle
En 1918 il ne restait que quelques dizaines d'hectares de vigne en Picardie. Après une légère reprise jusqu'aux années cinquante on assista à une quasi-disparition de la vigne dans la seconde moitié du vingtième siècle. Dans le département de l’Oise il y avait encore 23 communes viticoles en 1958, mais en 1988 seulement 1 ha à Rieux dans le canton de Liancourt.

#### Le renouveau au début duXXIesiècle
Juste avant la fin du XXe siècle et au début du XXIe s'annonça un renouveau des activités vitivinicoles en Picardie : outre l'extension de l'AOC Champagne à une quarantième commune dans l'Aisne en 2009, on assista à la multiplication des vignobles communaux, associatifs et particuliers.
On trouve notamment de petits vignobles dans l'Aisne : à Coucy-le-Château, Septmonts, Acy ; dans l'Oise : à Gerberoy, Gouvieux, Clairoix, Montataire,Noyon le vignoble noyonnais, Vignemont. D'autres sont en projet comme à Saint-Leu-d'Esserent. A Thibivillers  A Remy 
Depuis la nouvelle réglementation de 2016 plusieurs projets professionnels sont en cours de réalisation : à Saint-Quentin (Aisne) un projet de 200 ha de chardonnay répartis sur plusieurs sites dont 16 ha ont été plantés au printemps 2020.
En 2017, à Terramesnil (Somme), 3,5 ha de vigne ont été plantés pour la production de vins tranquilles blanc (cépage chardonnay) et rouge (cépage pinot noir). La « Cour de Bérénice », est à ce jour le premier domaine viticole du département de la Somme.
En septembre 2021, près d'Ailly-sur-Noye (Somme) se déroula la première vendange du « Domaine des Vœux ». Le vignoble de six hectares est planté en cépages chardonnay et pinot noir.
En janvier 2023, un chai de de vinification  est créé à Dompierre-Becquincourt (Somme) pour la fabrication de vins blancs tranquilles de cépage chardonnay. Le raisin provient de 130 exploitation réparties sur le territoir des Hauts-de-France.
Un projet de plantation de deux hectares de vigne (cépage cabernet sauvignon, pour un vin blanc) selon les critères de l'agriculture biologique est rendu public en mars 2021 à Montepilloy (Oise), la première vendange est prévue pour 2025.

## Aspect économique
Si la production et la commercialisation du vin local a presque disparu il y a plus d'un siècle, la Picardie continue de participer indirectement à la prospérité de la vitiviniculture française en produisant le sucre de betterave nécessaire à la chaptalisation. En effet la région Hauts-de-France a produit 18 000 tonnes de sucre en 2019-2020 sur les 39 600 tonnes produites en France.
La viti-viniculture en Picardie est majoritairement dite de plaisance ou de loisir et se développe en parallèle de la production viticole à but commercial encore embryonnaire en 2020. Cette viticulture de loisir a essentiellement une vocation pédagogique, culturelle, touristique, historique et patrimoniale.

## Toponymie
Des centaines de noms de lieux-dits et de voiries y font également référence dans de très nombreuses communes autrefois viticoles, par exemple :
- dans la Somme :
  - Vallée des Vignes et chemin des Vignes à Amiens,
  - rue des Longues Vignes à Corbie,
  - rue de la Vigne à Curlu,
  - rue des Vignes à Méricourt-sur-Somme,
  - lieu-dit « Les Vignes » à Hamelet,
  - lieu-dit « Vallée du Bois de La Vigne » à Lahoussoye,
  - lieu-dit « Vallée des Vignes » à Outrebois...
- dans l'Oise :
  - rue des Vignes à Beauvais,
  - la commune de Vignemont, où se trouve aussi une rue des Vignes, tirerait son nom de la culture de la vigne...
- dans l'Aisne :
  - les ruines de l'abbaye Saint-Jean-des-Vignes sont toujours visibles à Soissons...

## Géographie physique
Le terroir est caractérisé par une importante diversité géologique, le long des vallées de l'Oise et du Thérain il se compose d'un fond de calcaire et de sables de Cuise (Éocène inférieur, typique de la Champagne, de la Bourgogne et de la partie septentrionale du Bordelais) recouvert de dépôts plus récents du pléistocène composés de calcaire, d'argile, de limons lœssiques et de sables.
Orographie : Les vignes étaient traditionnellement exposées au sud-est et au sud-ouest respectivement sur les coteaux bordant l'Oise sur sa rive droite et le Thérain sur sa rive gauche entre 50 et 100 m d'altitude en général.

## Climat
C'est un climat océanique nuancé. Sur le Littoral, l’influence maritime limite les variations diurnes et saisonnières des températures tandis que sur la moitié Est de la région, une légère influence continentale se fait ressentir. L’amplitude thermique y est un peu plus marquée, le climat est dit océanique altéré. Les frontières de la Seine-Maritime, la Thiérache et le Val d’Authie sont les plus exposés aux précipitations, c’est sur le plateau picard qu’il pleut le moins. Pour la culture de la vigne les micro-climats des vallées sont les plus favorables.

## Encépagement
Dans les vignobles communaux et/ou associatifs les cépages les plus couramment plantés sont le pinot noir, le chardonnay et plus rarement le cabernet sauvignon. En AOC Champagne le pinot meunier s'ajoute aux deux premiers. Dans les projets professionnels postérieurs à 2016 évoqués plus haut c'est le chardonnay qui est privilégié. Chez les vignerons amateurs particuliers ou associatifs ce sont encore parfois des HPD comme le baco, le Léon Millot ou le Triomphe d'Alsace ou des hybrides interspécifiques comme le perdin, le phoenix, le régent, le sirius ou le rondo. Depuis 2019 une plantation expérimentale de cépage floreal à Noyon est suivie par l'observatoire OSCAR chargé du déploiement des nouveaux cépages INRA résistants aux maladies fongiques (programme "RESDUR" INRA/IFV).